# Boise
Pour les articles homonymes, voir Boise (homonymie).
Pour le comté situé dans le même État, voir comté de Boise.
Boise (en français : /bwaz/ ; en anglais : /ˈbɔɪ.si/) est une ville des États-Unis et la capitale de l'État de l'Idaho. C'est également le siège du comté d'Ada. Elle se situe dans la vallée de la Snake, à 740 km à l’est de Portland et à une altitude de 830 m. Traversée par la rivière du même nom, elle est bordée par le massif de la Sawtooth Mountain Range, au nord, par les monts Owyhee au sud, et par le plateau du Columbia et les Blue Mountains à l'ouest. En 2013, la ville de Boise abritait 214 237 habitants et 663 680 en 2016 avec l’agglomération, ce qui en fait la ville la plus peuplée de l'État.

## Histoire
Dès 1825, bien avant la construction de Fort Boise (1863) sur l'emplacement de la ville, l'explorateur canadien Peter Skene Ogden fait référence dans son journal à la Boissie river ou encore à la Boisier river, d'après le nom que donnaient à cette rivière ses guides, des trappeurs canadiens-français.
En 1833, le capitaine Benjamin Louis Eulalie de Bonneville de l'US Army, d'origine française, explora la région. Après avoir parcouru des semaines durant, un terrain sec et inhospitalier, l'expédition atteignit une hauteur rendant subitement visible la vallée de la rivière Boise. Ce point d'observation, aujourd'hui appelé Bonneville Point, est situé sur la piste de l'Oregon, à l'est de la ville. Le capitaine de Bonneville, enthousiasmé par la vision de la rivière verdoyante, se serait alors écrié « Les bois, les bois ! Voyez, les bois ! », fixant ainsi le nom de la région, d'après certaines sources[Lesquelles ?].
Mais le nom « Boise » peut aussi provenir d'un usage antérieur. En effet, jusqu'à la découverte de l'or au début des années 1860, la région était habitée uniquement par des tribus amérindiennes Shoshones. Dès les années 1810, des trappeurs Canadiens-Français, seuls Blancs parcourant la région, ont mis en place des pièges près de l'emplacement actuel de la ville. Dans cette région désertique, la rivière Boise, bordée d'arbres, constituait un repère facile, auquel ils donnèrent naturellement un nom : la rivière Boisée.
Les tribus Shoshones furent ensuite durement combattues par l'armée américaine : massacre de Bear River (1863), guerre des Bannocks (1878).

## Géographie
Pour distinguer la ville du comté de Boise voisin, les cartes, les publications gouvernementales et les médias utilisent parfois l'expression « Boise City » pour la désigner. Le nom officiel de la ville est, néanmoins, simplement « Boise ».
La ville fait partie de l'aire métropolitaine de Boise (en) qui regroupe cinq comtés du sud-ouest de l'État : Ada, Boise, Canyon, Gem et Owyhee. Les deux autres villes dépassant 100 000 habitants sont Meridian et Nampa, à l'ouest de Boise.

## Démographie
Boise et son agglomération connaissent une croissance très forte depuis les années 1990. Les cinq comtés de l'aire métropolitaine totalisaient 616 561 habitants en 2010, et 795 268 en 2021.
| Groupe                | Boise | Idaho | États-Unis |
| --------------------- | ----- | ----- | ---------- |
| Blancs                | 89,1  | 89,1  | 72,4       |
| Asiatiques            | 3,2   | 1,2   | 4,8        |
| Métis                 | 3,0   | 2,5   | 2,9        |
| Autres                | 2,5   | 5,1   | 6,4        |
| Afro-Américains       | 1,5   | 0,6   | 12,6       |
| Amérindiens           | 0,7   | 1,4   | 0,9        |
| Hawaïens et Océaniens | 0,2   | 0,2   | 0,2        |
| Total                 | 100   | 100   | 100        |
|                       |       |       |            |
| Latino-Américains     | 7,1   | 11,2  | 16,7       |

Selon l’American Community Survey pour la période 2010-2014, 90,01 % de la population âgée de plus de 5 ans déclare parler l'anglais à la maison, 4,25 % déclare parler l'espagnol, 0,59 % le serbo-croate, 0,53 % une langue chinoise et 4,62 % une autre langue.

## Économie
Boise est le siège des sociétés Albertsons, Idaho Power Company, Micron Technology, Simplot, Washington Group International et WinCo Foods. Hewlett-Packard possède un large complexe spécialisé dans les scanners et les imprimantes et est le principal employeur de la région, suivi par Micron.
La compagnie Varney Airlines, fondée par Walter Varney, fut formée à Boise. Elle est à l'origine de la société actuelle United Airlines, qui dessert toujours la ville.

## Politique
| Portrait                                                                    | Identité                                                  | Période          | Période                                    | Durée                      | Étiquette         | Déterminé par                              |
| Portrait                                                                    | Identité                                                  | Début            | Fin                                        | Durée                      | Étiquette         | Déterminé par                              |
| --------------------------------------------------------------------------- | --------------------------------------------------------- | ---------------- | ------------------------------------------ | -------------------------- | ----------------- | ------------------------------------------ |
| Moses Alexander                                                             | Moses Alexander (en) (13 novembre 1853 - 4 janvier 1932)  | 13 juillet 1901  | 18 juillet 1903                            | 2 ans et 5 jours           |                   |                                            |
| James H. Hawley                                                             | James H. Hawley (en) (17 janvier 1847 - 3 août 1929)      | 18 juillet 1903  | 20 juillet 1905                            | 2 ans et 2 jours           |                   |                                            |
| Pas de portrait sous licence libre disponible pour James A. Pinney.         | James A. Pinney (en) (29 septembre 1835 - 4 février 1914) | 20 juillet 1905  | 6 avril 1907                               | 1 an, 8 mois et 17 jours   |                   |                                            |
| John M. Haines                                                              | John M. Haines (en) (1er janvier 1863 - 4 juin 1917)      | 6 avril 1907     | 10 avril 1909                              | 2 ans et 4 jours           |                   |                                            |
| Joseph T. Pence                                                             | Joseph T. Pence (d) (9 novembre 1869 - 19 février 1941)   | 1909             | 1911                                       | 2 ans                      |                   |                                            |
| Harry Fritchman                                                             | Harry Fritchman (en) (10 février 1865 - 31 mai 1942)      | 1911             | 1912                                       | 1 an                       |                   |                                            |
| Arthur Hodges                                                               | Arthur Hodges (d)                                         | 1912             | 1915                                       | 3 ans                      |                   |                                            |
| Pas de portrait sous licence libre disponible pour J. W. Robinson.          | J. W. Robinson (en) (18 juillet 1860 - 13 janvier 1939)   | 4 avril 1915     | 1er juin 1916                              | 1 an, 1 mois et 28 jours   |                   |                                            |
| Pas de portrait sous licence libre disponible pour S. H. Hays.              | S. H. Hays (en) (18 mai 1864 - 17 novembre 1943)          | 6 juin 1916      | 26 avril 1919                              | 2 ans, 10 mois et 20 jours |                   |                                            |
| Pas de portrait sous licence libre disponible pour Ernest G. Eagleson.      | Ernest G. Eagleson (en) (13 janvier 1864 - 17 août 1956)  | 28 avril 1919    | 7 avril 1921                               | 1 an, 11 mois et 10 jours  |                   |                                            |
| Pas de portrait sous licence libre disponible pour Eugene B. Sherman.       | Eugene B. Sherman (en) (25 décembre 1871 - 22 mai 1963)   | 7 avril 1921     | 5 mai 1925                                 | 4 ans et 28 jours          |                   |                                            |
| Pas de portrait sous licence libre disponible pour Ernest G. Eagleson.      | Ernest G. Eagleson (en) (13 janvier 1864 - 17 août 1956)  | 5 mai 1925       | 2 mai 1927                                 | 1 an, 11 mois et 27 jours  |                   |                                            |
| Pas de portrait sous licence libre disponible pour Herbert F. Lemp.         | Herbert F. Lemp (en) (24 juin 1884 - 6 mai 1927)          | 2 mai 1927       | 6 mai 1927 (mort en cours de mandat)       | 4 jours                    |                   |                                            |
| Pas de portrait sous licence libre disponible pour Walter F. Hansen.        | Walter F. Hansen (en) (19 avril 1877 - 8 novembre 1965)   | 6 mai 1927       | 30 avril 1929                              | 1 an, 11 mois et 24 jours  |                   |                                            |
| James P. Pope                                                               | James P. Pope (en) (31 mars 1884 - 23 janvier 1966)       | 30 avril 1929    | 13 février 1933                            | 3 ans, 9 mois et 14 jours  |                   |                                            |
| Pas de portrait sous licence libre disponible pour Ross Cady.               | Ross Cady (en) (29 octobre 1884 - 22 mai 1959)            | 13 février 1933  | 1er mai 1933                               | 2 mois et 18 jours         |                   |                                            |
| Pas de portrait sous licence libre disponible pour J. J. McCue.             | J. J. McCue (en) (14 mai 1875 - 2 juin 1935)              | 1er mai 1933     | 1er mai 1935                               | 2 ans                      |                   |                                            |
| Pas de portrait sous licence libre disponible pour Byron E. Hyatt.          | Byron E. Hyatt (en) (3 septembre 1873 - 11 novembre 1936) | 1er mai 1935     | 11 novembre 1936 (mort en cours de mandat) | 1 an, 6 mois et 10 jours   |                   |                                            |
| Pas de portrait sous licence libre disponible pour J. L. Edlefsen.          | J. L. Edlefsen (en) (19 juillet 1874 - 11 mai 1948)       | 11 novembre 1936 | 29 avril 1939                              | 2 ans, 5 mois et 18 jours  |                   |                                            |
| Pas de portrait sous licence libre disponible pour James L. Straight.       | James L. Straight (en) (31 janvier 1909 - 20 août 1981)   | 29 avril 1939    | 19 avril 1941                              | 1 an, 11 mois et 21 jours  |                   |                                            |
| Pas de portrait sous licence libre disponible pour H. W. Whillock.          | H. W. Whillock (en) (9 février 1904 - 9 août 1992)        | 19 avril 1941    | 11 mai 1942                                | 1 an et 22 jours           |                   |                                            |
| Pas de portrait sous licence libre disponible pour Austin Walker.           | Austin Walker (en) (5 janvier 1883 - 31 octobre 1945)     | 11 mai 1942      | 31 octobre 1945 (mort en cours de mandat)  | 3 ans, 5 mois et 20 jours  |                   |                                            |
| Pas de portrait sous licence libre disponible pour Sam S. Griffin.          | Sam S. Griffin (en) (3 janvier 1892 - 18 octobre 1951)    | 31 octobre 1945  | 25 février 1946                            | 3 mois et 25 jours         |                   |                                            |
| Pas de portrait sous licence libre disponible pour H. W. Whillock.          | H. W. Whillock (en) (9 février 1904 - 9 août 1992)        | 25 février 1946  | 6 mai 1947                                 | 1 an, 2 mois et 11 jours   |                   |                                            |
| Pas de portrait sous licence libre disponible pour Potter P. Howard.        | Potter P. Howard (en) (4 octobre 1890 - 29 novembre 1956) | 5 mai 1947       | mai 1951                                   | 4 ans                      |                   |                                            |
| Pas de portrait sous licence libre disponible pour R. E. Edlefsen.          | R. E. Edlefsen (en) (30 septembre 1906 - 1986)            | mai 1951         | mai 1959                                   | 8 ans                      |                   |                                            |
| Pas de portrait sous licence libre disponible pour Robert L. Day.           | Robert L. Day (en) (2 janvier 1920 - 25 janvier 1999)     | mai 1959         | mai 1961                                   | 2 ans                      |                   |                                            |
| Pas de portrait sous licence libre disponible pour Eugene W. Shellworth.    | Eugene W. Shellworth (en) (2 avril 1912 - 2 juillet 1997) | mai 1961         | janvier 1966                               | 4 ans et 8 mois            |                   |                                            |
| Pas de portrait sous licence libre disponible pour Jay S. Amyx.             | Jay S. Amyx (en) (27 septembre 1923 - 24 janvier 2014)    | janvier 1966     | janvier 1974                               | 8 ans                      |                   |                                            |
| Pas de portrait sous licence libre disponible pour Richard Eardley.         | Richard Eardley (en) (23 décembre 1928 - 30 juin 2012)    | janvier 1974     | janvier 1986                               | 12 ans                     |                   |                                            |
| Dirk Kempthorne                                                             | Dirk Kempthorne (né le 29 octobre 1951)                   | 1986             | 1993                                       | 7 ans                      | Parti républicain |                                            |
| Pas de portrait sous licence libre disponible pour H. Brent Coles.          | H. Brent Coles (en) (né en 1951)                          | 5 janvier 1993   | 15 février 2003                            | 10 ans, 1 mois et 10 jours |                   |                                            |
| Pas de portrait sous licence libre disponible pour Carolyn Terteling-Payne. | Carolyn Terteling-Payne (en) (née le 20 décembre 1937)    | 18 février 2003  | 6 janvier 2004                             | 10 mois et 19 jours        |                   |                                            |
| David H. Bieter, 30 avril 2009.                                             | David H. Bieter (né le 1er novembre 1959)                 | 6 janvier 2004   | 7 janvier 2020                             | 16 ans et 1 jour           | Parti démocrate   |                                            |
| Lauren McLean                                                               | Lauren McLean (en) (née le 30 septembre 1974)             | 7 janvier 2020   | En cours                                   | 5 ans, 7 mois et 5 jours   | Parti démocrate   | Élections municipales de 2019 à Boise (en) |

## Éducation
Le Boise School District gère 34 écoles élémentaires, 8 collèges, 5 lycées et 2 specialty schools. La ville accueille les lycées Boise High School, Borah High School, Capital High School, Timberline High School ainsi que le Centennial High School et le Mountain Cove High School. Boise a aussi un lycée catholique, Bishop Kelly High School.
Concernant l'enseignement supérieur Boise propose l'université d'État de Boise ainsi que des écoles techniques et le Boise Bible College.

## Culture
Boise accueille la seconde plus grande communauté basque des États-Unis, après Bakersfield, en Californie, et la cinquième au monde.[réf. nécessaire] Un festival basque important connu sous le nom de Jaialdi a lieu une fois tous les cinq ans (le dernier s'est tenu en 2025). Le quartier du « Basque Block » représente l'importance de cette communauté. L'ancien maire, David H. Bieter, est d'ailleurs d'origine basque.

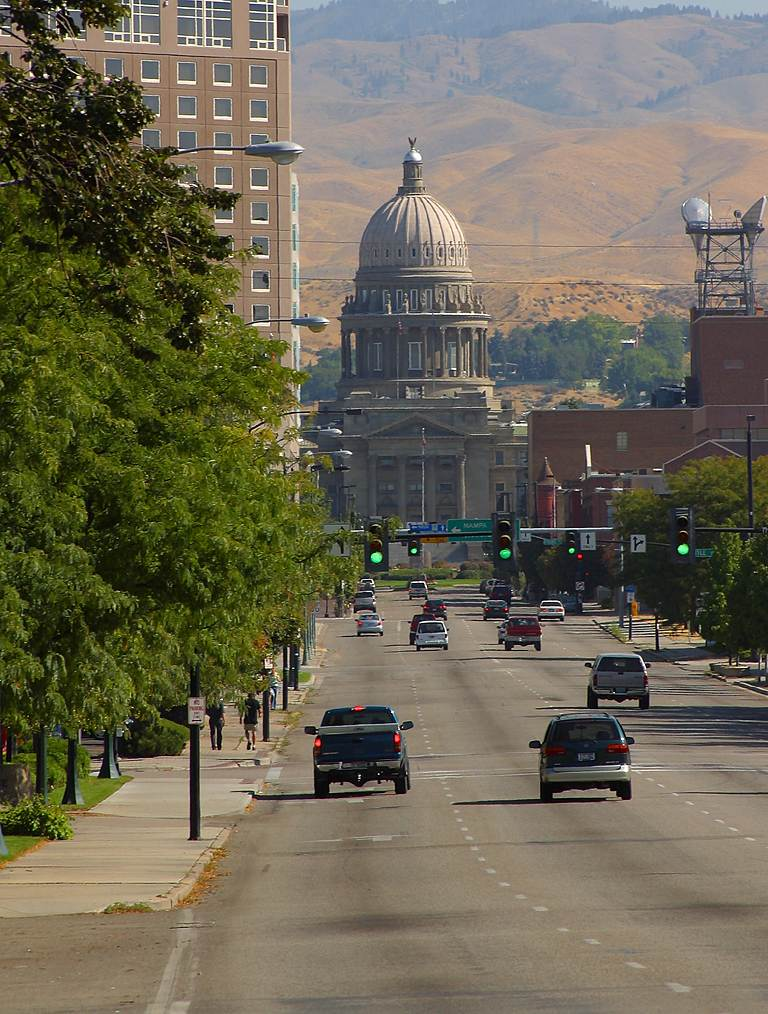
Capitole de l’Idaho.

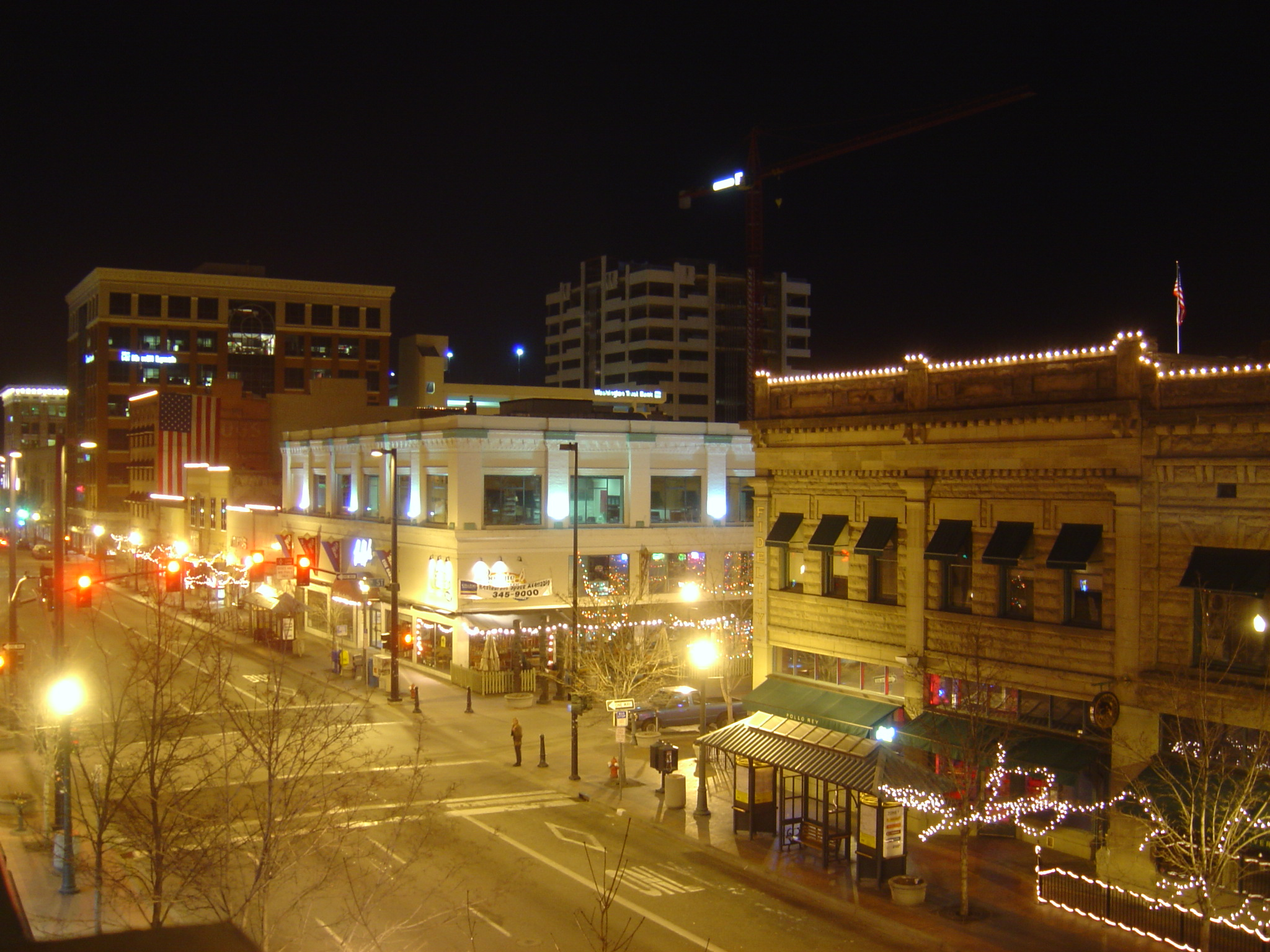
Le centre-ville de nuit.

La ville est aussi un centre régional pour le jazz et le théâtre. Le Gene Harris Jazz Festival y a lieu chaque printemps.
Boise propose de plus plusieurs musées, dont le Boise Art Museum, l'Idaho Historical Museum, le Basque Museum ainsi que le Cultural Center et le Discovery Center of Idaho. Plusieurs troupes théâtrales sont présentes dans la ville, dont le Idaho Shakespeare Festival, Boise Little Theatre et le Boise Contemporary Theatre, entre autres.

### Activités
En tant que capitale de l'Idaho, Boise possède un capitole où siège la législature de l'État. Le bâtiment originel en brique était situé entre la 6e, la 7e rue et les rues de Jefferson et de State. Il fut construit en 1886, mais quatre ans plus tard l'accession de l'Idaho au statut d'État entraîna la construction d'un nouveau bâtiment en 1905. Il fut achevé en 1920 et coûta un peu plus de 2 millions de dollars.
De nombreuses activités sont proposées : la randonnée pédestre sur les collines situées immédiatement au nord du centre-ville et sur les sentiers du Boise River Greenbelt qui longent la rivière. La rivière de Boise elle-même est une destination appréciée pour la pêche, la nage et la navigation.
La station de Bogus Basin, situé à 26 km en dehors de la ville, accueille plusieurs activités d'hiver, dont le snowboard et le ski.
Le World Center for Birds of Prey qui est situé juste en dehors de la ville est un élément clé du repeuplement du faucon pèlerin et a pour but de le retirer de la liste des espèces en danger. Le centre est actuellement en train de protéger le très rare condor de Californie ainsi que d'autres espèces.
La ville est reconnue par des publications comme Forbes, Fortune et Sunset pour sa bonne qualité de vie.

### Médias
La région de Boise est servie par deux hebdomadaires, deux quotidiens, cinq stations de télévision commerciales et une variété d'autres médias.

## Jeux olympiques
La ville s’est portée candidate aux Jeux olympiques d'hiver de 2022.

## Transports
La principale autoroute rejoignant Boise est l'Interstate 84 qui rejoint l'Interstate 184 au nord-est. Il y a aussi un réseau de pistes de vélo dans la ville et ses environs.
Le transport aérien est assuré par l’aéroport de Boise, récemment rénové pour s'adapter au nombre grandissant de passagers. Le système de bus est géré par ValleyRide et le Boise Urban Stages (BUS).

## Jumelages
La ville de Boise est jumelée avec la ville basque de Guernica depuis 1990. Elle était jumelée à Tchita (Russie) de 1993 à 2001.